# Jason Eaton
Pour les articles homonymes, voir Eaton.
Pas d'image ? Cliquez ici

a Compétitions nationales et continentales officielles uniquement.

b Matchs officiels uniquement.
Jason John Eaton, né le 21 août 1982 à Palmerston North (Nouvelle-Zélande), est un joueur de rugby à XV, international néo-zélandais de 2005 à 2009. Après avoir évolué en Super 14 avec la franchise des Hurricanes, il évolue lors de la saison 2013-2014 au Japon, avec le club japonais de NTT Shining Arcs, puis rejoint en 2014 le club français de l'Atlantique stade rochelais.
Il annonce sa fin de carrière en tant que joueur en mai 2018, et intégrera le staff du Stade Rochelais en tant que coordinateur du nouveau staff maritime,.

## Carrière

### En club
- 2002-2003 : Manawatu
- 2005-2013 : Taranaki
- 2006-2013 : Hurricanes
- 2014-2014 : NTT Shining Arcs
- 2014-2018: Stade rochelais

### En entraineur
- 2018- : Stade Rochelais (coordination)

### En équipe nationale
Il obtient sa première cape internationale le 12 novembre 2005, à l’occasion d’un match contre l'équipe d'Irlande. Sa dernière sélection a lieu le 7 novembre 2009 contre le pays de Galles.
Il compte 15 sélections avec les All-Blacks, 3 en 2005, 7 en 2006, 5 en 2009. Il dispute également deux autres rencontres sous le maillot noir, une rencontre contre le Munster à Limerick en 2008, et face aux Barbarians en 2009.

## Palmarès

### En équipe nationale
- Vainqueur du Tri-nations en 2006.

## Statistiques

### En équipe nationale
De 2005 à 2009, Jason Eaton compte 15 sélections avec les All-Blacks, inscrivant 5 points. Avec les Kiwis, il dispute deux éditions du Tri-nations en 2006 et 2009.